# عنایت‌آباد (نرماشیر)
عنایت‌آباد، روستایی در دهستان روداب شرقی بخش روداب شهرستان نرماشیر در استان کرمان ایران است.

## جمعیت
بر پایه سرشماری عمومی نفوس و مسکن در سال ۱۳۹۵، جمعیت این روستا برابر با ۶۳۹ نفر (۱۸۸ خانوار) بوده‌است.